# Süheyla Schwenk
Süheyla Schwenk (* 1985 in Göteborg, Schweden) ist eine deutsche Regisseurin und Drehbuchautorin. Sie wuchs in der Türkei auf und lebt in Berlin.

## Leben und Karriere
Süheyla Schwenk, geboren in Schweden und aufgewachsen in der Türkei, ist eine vielfach ausgezeichnete Filmregisseurin und Drehbuchautorin.
Von 2012 bis 2022 studierte sie Regie an der Deutschen Film- und Fernsehakademie Berlin (dffb). Davor absolvierte sie ein Studium für Schauspiel in der Türkei, welches sie mit einem Master abschloss. An der EICTV Kuba absolvierte sie ein Austauschstudium.
Ihr Kurzfilm Sevince (Wenn man liebt) feierte 2016 beim Toronto International Film Festival seine Weltpremiere und 2017 erhielt das Prädikat „Besonders wertvoll“ (Deutsche Film- und Medienbewertung (FBW)).
2018 führte Süheyla Schwenk Regie bei ihrem ersten Langspielfilm Jiyan, produziert von Sara Fazilat und Roxana Richters sowie Süheyla Schwenk als Ko-Produzentin. Das eindringliche kammerspielartige Drama erzählt von Vorurteilen innerhalb von Familien und entwürdigenden Lebensumständen. Der Kinofilm gewann bei nationalen sowie internationalen Filmfestivals zahlreiche Preise, darunter 2020 den Preis der Ökumenischen Jury beim Max Ophüls Preis, den Preis für Beste Regie und Preis der Ökumenischen Jury bei Achtung Berlin, 2021 den Preis als Bester Spielfilm beim Internationalen Studentenfilmfestival Sehsüchte und den Preis als Bester Europäischer Film beim ÉCU – The European Independent Film Festival in Frankreich.
2021 führte Süheyla Schwenk Regie für die Serie ECHT (ZDF) gemeinsam mit weiteren Regisseurinnen und Regisseuren. Die Serie war 2022 für den Grimme-Preis in der Kategorie „Kinder & Jugend“ nominiert.
2022 führte Süheyla Schwenk die Regie der 6-teilige Serie Lamia, die exklusiv für die ARD Mediathek produziert wurde. Sie wurde dort am 11. November 2022 veröffentlicht. Die Serie wurde 2022 im Wettbewerb der Sektion „Televisionen“ von Filmfest Hamburg eingeladen.
2022 führte Süheyla Schwenk Regie bei der Serie Feelings für ZDFneo.
2023 war Süheyla Schwenk Mitglied der Jury des 18. Filmfestivals Around the World in 14 Films und Mitglied der Kurzfilmjury des 10. Duhok International Film Festival.
Süheyla Schwenk lebt in Berlin.

## Auszeichnungen
- Meral, Kizim:
  - 2016: If Istanbul Independent Film Festival – Publikumspreis
  - 2016: Achtung Berlin – Bester Kurzfilm
  - 2016: Epinal Film Festival Frankreich – Publikumspreis
  - 2016: Filmz Mainz, Kurzfilm – Nominierung
  - 2016: Max-Ophüls-Preis, Kurzfilm – Nominierung

- Sevince (Wenn man liebt):
  - 2015: Kurzfilmfestival Köln – Bester Kurzfilm
  - 2017: Deutsche Film- und Medienbewertung (FBW) – Prädikat Besonders wertvoll
  - 2017: Frech Frivolen Film Festival – Spezial Jury Preis
  - 2017: Achtung Berlin, Mittellangerfilm – Nominierung
  - 2017: Diagonale (Filmfestival), Spielfilm – Nominierung
  - 2017: Max-Ophüls-Preis, Mittellanger Film – Nominierung

- Jiyan:
  - 2019: Entrevues Belfort Film Festival Frankreich – Publikumspreis
  - 2020: Max-Ophüls-Preis – Preis der Ökumenischen Jury
  - 2020: Achtung Berlin – Beste Regie, Preis der Ökumenischen Jury
  - 2020: Neisse Film Festival – Bester Spielfilm, Bestes Szenenbild
  - 2020: Festival, der neue Heimatfilm Österreich – Bester Spielfilm
  - 2021: ÉCU – The European Independent Film Festival Frankreich – Best European Film
  - 2021: Sehsüchte Internationales Studentenfilmfestival – Bester Spielfilm
  - 2021: Duhok Film Festival Irak – Bester Spielfilm
  - 2021: ARTE Kino Festival 2021 – Nominierung

- Tariks Spiel:
  - 2022: Internationale Hofer Filmtage – Nominierung
  - 2022: Achtung Berlin – Nominierung

- Echt:
  - 2022: Adolf Grimme-Preis, Kinder & Jugend – Nominierung
  - 2022: Goldener Spatz – Nominierung

- Lamia:
  - 2022: Filmfest Hamburg – Nominierung

## Filmografie (Auswahl)

### Als Regisseurin
- 2012: Opfer (Kurzfilm)
- 2013: Stempel (Kurzfilm)
- 2014: Peri geht aus (Kurzfilm)
- 2015: Meral, Kizim (Kurzfilm)
- 2016: Sevince (Mittellanger Film)
- 2019: Jiyan (Kinofilm lang)
- 2020: Isey Skyr (Werbefilm)
- 2021: Tariks Spiel (Kurzfilm)
- 2021: HEROES – Aus dem Leben von Comedians (TV-Dokuserie) Folge: Passun trifft Kaya Yanar
- 2021: Echt (TV-Serie) diverse
- 2022: Feelings (TV-Serie) diverse
- 2022: Lamia (TV-Serie)
- 2022: Habibi Baba Boom (TV-Serie) Regiecoach Folge 1–4
- 2023: Habibi Baba Boom (TV-Serie) Folge 5–8
- 2023: Die Reise zu mir (AT) (TV-Film)
- 2025: Per Anhalter zur Ostsee (TV-Film)

### Als Drehbuchautorin
- 2012: Opfer (Kurzfilm)
- 2013: Stempel (Kurzfilm)
- 2014: Peri geht aus (Kurzfilm)
- 2015: Meral, Kizim (Kurzfilm)
- 2016: Sevince (Mittellanger Film)
- 2019: Jiyan (Kinofilm lang)
- 2020: Isey Skyr (Werbefilm)
- 2021: Tariks Spiel (Kurzfilm)
- 2021: HEROES – Aus dem Leben von Comedians (TV-Dokuserie)
- 2021: Polizei Akademie (Dokumentarfilm) Ko-Autorin

### Als Filmeditorin
- 2012: Opfer (Kurzfilm)
- 2013: Stempel (Kurzfilm)
- 2014: Peri geht aus (Kurzfilm)
- 2016: Sevince (Mittellanger Film)
- 2019: Jiyan (Kinofilm lang)
- 2020: Isey Skyr (Werbefilm)
- 2021: Tariks Spiel (Kurzfilm)